# Gymnomera alpina
Gymnomera alpina är en tvåvingeart som beskrevs av Sifner 2003. Gymnomera alpina ingår i släktet Gymnomera och familjen kolvflugor.
Artens utbredningsområde är Österrike. Inga underarter finns listade i Catalogue of Life.